# Ulica Wolności w Nisku
Ulica Wolności – jedna spośród głównych ulic Niska, łącząca centrum miasta z rondem Hetmana Stefana Czarnieckiego. Na całej swojej trasie jest jednojezdniowa. Rozpoczyna się na skrzyżowaniu z placem Wolności obok Dużych Plant oraz Plant Miast Partnerskich, dalej biegnie w kierunku wschodnim do ronda, za którym znajduje się z jednej strony granica miasta. Jej kontynuacją w Racławicach jest ulica Rudnicka, zaś w przeciwnym kierunku plac Wolności w centrum Niska. Na całej długości jej trasa pokrywa się z drogą wojewódzką nr 872.

## Historia
Według danych przekazywanych ustnie z pokolenia na pokolenie, dzisiejsza ulica Wolności istniała od początku wzmiankowania miejscowości, tj. od I połowy XV wieku. Najstarsza znana obecnie mapa z zaznaczonym szlakiem Sandomierz-Przemyśl przebiegającym po śladzie ul. Wolności pochodzi z 1824 roku. Według mapy z 1885 roku, szlak ten był najważniejszym w okolicy. Na tej ulicy również, niedaleko dzisiejszego ronda Hetmana Stefana Czarnieckiego odbyła się Bitwa pod Niskiem, zakończona zwycięstwem Szwedów, w której jednak wojska te stosunkowo mocno ucierpiały, co spowodowało spowolnienie tzw. potopu. W dług wdzięczności za pomoc przy osłabieniu wojsk, które później zostały zatrzymane w widłach Wisły i Sanu, mieszkańcy, obok ronda postawili kapliczkę upamiętniającą tamte wydarzenia.